# Вебер (јединица)
У физици, вебер (енгл. weber; симбол: Wb) је СИ изведена јединица за флукс магнетног поља. Назван је по немачком физичару Вилхелму Едуарду Веберу. Вебер може да се дефинише у вези са Фарадејевим законом, који повезује променљиви магнетни флукс кроз коло са електричним пољем око кола. Промена у флуксу од једног вебера по секунди индуковаће електромоторну силу од једног волта. У СИ основним јединицама, вебера се дефинише као .  У изведеним јединицама, вебер је волт-секунд (V·s). Вебер је велика јединица, једнака 1  m² = 108 максвела.

## Дефиниција
Вебер се може дефинисати у смислу Фарадејевог закона, који повезује променљиви магнетни флукс кроз петљу са електричним пољем око ње. Промена флукса од једног вебера у секунди индуковаће електромоторну силу од једног волта (произвести разлику електричног потенцијала од једног волта на два терминала отвореног кола).

Званично:
| „ | Вебер (јединица магнетног флукса) — Вебер је магнетни флукс који би, повезујући коло од једног обртаја, произвео у њему електромоторну силу од 1 волта ако би се свео на нулу уједначеном брзином за 1 секунду. | ” |

Вебер се често изражава у мноштву других јединица:
{\displaystyle \mathrm {Wb} ={\dfrac {\mathrm {kg} {\cdot }\mathrm {m} ^{2}}{\mathrm {s} ^{2}{\cdot }\mathrm {A} }}=\Omega {\cdot }{\text{C}}=\mathrm {V} {\cdot }\mathrm {s} =\mathrm {H} {\cdot }\mathrm {A} =\mathrm {T} {\cdot }\mathrm {m} ^{2}={\dfrac {\mathrm {J} }{\mathrm {A} }}={\dfrac {\mathrm {N} {\cdot }\mathrm {m} }{\mathrm {A} }}=10^{8}\mathrm {Mx} }

где 
- Wb = вебер,
- Ω = ом,
- C = кулон,
- V = волт,
- T = тесла,
- J = џул,
- N = њутн
- m = метар,
- s = секунда,
- A = ампер,
- H = хенри,
- Mx = маквел.

Вебер је добио име по Вилхелму Едуарду Веберу. Као и код сваке СИ јединице која је названа по особи, њен симбол почиње великим словом (Wb), али када је написан у целости, следи правила за писање великих слова заједнички именица; тј., „вебер” има велико слово на почетку реченице и у насловима, али се иначе пише малим словом.

## Историја
Године 1861, Британско удружење за унапређење науке (познато као „БА“) основало је комитет под вођством Вилијама Томсона (касније лорда Келвина) за проучавање електричних јединица. У рукопису из фебруара 1902. године, са руком писаним белешкама Оливера Хевисајда, Ђовани Ђорђи је предложио скуп рационалних јединица електромагнетизма укључујући вебер, напомињући да је „производ од волта у секунду Б.А. назвао вебер”.
Међународна електротехничка комисија започела је рад на терминологији 1909. године и основала Технички комитет 1 1911. године, свој најстарије успостављени комитет, „да би се санкционисали термини и дефиниције који се користе у различитим електротехничким областима и да би се утврдила еквивалентност термина који се користе у различитим језицима.“
Тек 1927. године TC1 се бавио проучавањем различитих отворених проблема у вези са електричним и магнетним величинама и јединицама. Отворене су расправе теоријске природе на којима су еминентни електроинжењери и физичари разматрали да ли су јачина магнетног поља и густина магнетног флукса заправо величине исте природе. Како се неслагање наставило, IEC је одлучио да покуша да поправи ситуацију. Наложио је радној групи да проучи питање у приправности за следећи састанак.
Године 1930, TC1 је одлучио да је јачина магнетног поља (H) различите природе од густине магнетног флукса (B), и узео је питање именовања јединица за ова поља и сродне величине, међу њима и интеграл густине магнетног флукса.
Године 1935, TC1 је препоручио називе за неколико електричних јединица, укључујући вебер за практичну јединицу магнетног флукса (и маквел за CGS јединицу).
Одлучено је да се постојећи низ практичних јединица прошири у комплетан свеобухватан систем физичких јединица, а препорука је усвојена 1935. „да се систем са четири основне јединице које је предложио професор Ђорђи усвоји под условом да се на крају изабере четврта основна јединица“. Овај систем је добио ознаку „Ђорђијев систем“.
Такође 1935. године, TC1 је пренео одговорност за „електричне и магнетне величине и јединице” на нови TC24. Ово је „на крају довело до универзалног усвајања Ђорђијевог система, који је ујединио електромагнетне јединице са MKS димензионалним системом јединица, који је у целини сада познат једноставно као СИ систем (Système International d'unités)“.
Године 1938, TC24 је препоручио као везу [од механичких до електричних јединица] пермеабилности слободног простора са вредношћу μ0 = 4π×10-7 H/m. Ова група је такође препознала да било која од практичних јединица већ у употреби (ом, ампер, волт, хенри, фарад, кулон и вебер), могла подједнако да послужи као четврта основна јединица. „Након консултација, ампер је усвојен као четврта јединица Ђорђијевог система у Паризу 1950. године у Паризу 1950. године.”

## Умношци
Као и друге СИ јединице, вебер се може модификовати додавањем префикса који га множи са степеном 10.
| Подумношци                       | Подумношци | Подумношци |          | Умножци   | Умножци    | Умножци |
| Вредност                         | СИ симбол  | Назив      | Вредност | СИ симбол | Назив      |         |
| 10−1 Wb                          | dWb        | децивебер  | 101 Wb   | daWb      | декавебер  |         |
| 10−2 Wb                          | cWb        | центивебер | 102 Wb   | hWb       | хектовебер |         |
| 10−3 Wb                          | mWb        | миливебер  | 103 Wb   | kWb       | киловебер  |         |
| 10−6 Wb                          | µWb        | микровебер | 106 Wb   | MWb       | мегавебер  |         |
| 10−9 Wb                          | nWb        | нановебер  | 109 Wb   | GWb       | гигавебер  |         |
| 10−12 Wb                         | pWb        | пиковебер  | 1012 Wb  | TWb       | теравебер  |         |
| 10−15 Wb                         | fWb        | фемтовебер | 1015 Wb  | PWb       | петавебер  |         |
| 10−18 Wb                         | aWb        | атовебер   | 1018 Wb  | EWb       | ексавебер  |         |
| 10−21 Wb                         | zWb        | зептовебер | 1021 Wb  | ZWb       | зетавебер  |         |
| 10−24 Wb                         | yWb        | јоктовебер | 1024 Wb  | YWb       | јотавебер  |         |
| Уобичајени умношци су подебљани. |            |            |          |           |            |         |